# Harold Urey
Harold Clayton Urey (29. dubna 1893 Walkerton – 5. ledna 1981 La Jolla) byl americký fyzikální chemik, jehož průkopnické objevy o izotopech mu získaly Nobelovu cenu za chemii za rok 1934. Hrál významnou roli při vývoji atomové bomby a také je známý svou prací o vývoji života z neživé hmoty.

## Biografie
Narodil se ve Walkertonu v Indianě a získal titul v zoologii na Univerzitě v Montaně a Ph.D. v chemii na Kalifornské univerzitě v Berkeley, kde studoval termodynamiku u Gilberta Lewise. Po studiu spolu s Nielsem Bohrem pracoval na modelu atomu v Kodani. Po návratu do USA mezi lety 1924 a 1928 učil chemii na Univerzitě Johnse Hopkinse a poté na Kolumbijské univerzitě. Začal se zajímat o systematiku atomových jader, což vedlo k objevu deuteria. V roce 1931 objevil těžkou vodu, za což byl v roce 1934 oceněn Nobelovou cenou za chemii.
Během druhé světové války pracoval na projektu Manhattan na Kolumbijské univerzitě. Po válce se stal profesorem chemie na Institutu Enrica Fermiho a poté na Chicagské univerzitě.
Později pomohl rozvinout obor kosmochemie. Publikoval teorie o rozložení chemických prvků na zemi a ve hvězdách. Předpokládal, že se atmosféra Země v raném stádiu skládala z amoniaku, methanu a vodíku; jeden z jeho studentů, Stanley Miller, provedl laboratorní experiment ukazující, že z takové směsi a vody mohou vzniknout aminokyseliny, kterým se jinak říká „stavební kameny života“ (viz Millerův–Ureyův experiment).
Mimo Nobelovu cenu získal několik jiných ocenění, mimo jiné Národní vyznamenání za vědu v roce 1964 a Zlatou medaili Královské astronomické společnosti v roce 1966.

## Publikace
- Urey, H. C.; Grosse, A. V. & G. Walden. "Production of D2O for Use in the Fission of Uranium", Columbia University, projekt Manhattan, (23. června 1941).
- Urey, H. C. "Investigation of the Photochemical Method for Uranium Isotope Separation", Columbia University – Oddělení pro válečný výzkum, projekt Manhattan, (10. července 1943).
- Urey, H. C., Lowenstam, H. A., Epstein S., McKinney, C. R. Measurement of paleotemperatures and temperatures of the Upper Cretaceous of England, Denmark and the Southeastern United States. Geological Society of America Bulletin. 1951, s. 299. doi:10.1130/0016-7606(1951)62[399:MOPATO]2.0.CO;2.
- Suess, H. E. & H. C. Urey. "Abundances of the Elements", Columbia University, United States Geological Survey, (13. července 1955).
- Urey, H. C. "Research on the Natural Abundance of Deuterium and Other Isotopes in Nature. Final Report for Period Ending September 30, 1958", University of Chicago, Ministerstvo energetiky Spojených států amerických, (31. října 1959).